# Evangelium Vitae
Evangelium Vitae (укр. Євангеліє Життя) — енцикліка Папи Римського Івана Павла II про моральні цінності й непорушність людського життя. Ця енцикліка зачіпає фундаментальні питання, що стосуються людської особистости в усіх аспектах її існування та розкриває моральне вчення Католицької Церкви про смертну кару, аборти й евтаназію. Енцикліка була проголошена 25 березня 1995 р. у день святкування торжества Благовіщення.

## Основні тези
1. Людина покликана Богом до повноти життя, яке перевищує розміри його земного існування. Велич цього надприродного покликання показує цінність людського життя у всіх її проявах, тому життя в часі є основною умовою всього процесу єдиного й цілісного людського існування і, маючи в своєму початку та кінці земного життя тільки Божественне покликання, не може залежати від втручання з боку інших людських особистостей.
2. Іван Павло II від імені Церкви засуджує будь-яке насильство над людським життям як образу Самого Бога:
|  | Я ще раз і так само рішуче засуджую ці злочини від імені всієї Церкви, впевнений, що передаю справжні почуття кожної людини з чистою совістю: «...все, що спрямоване проти самого життя, як, наприклад, будь-якого роду людиновбивства, геноциду, аборту, евтанації й навіть навмисне самогубство, все, що порушує цілісність людської особистості, як членоушкодження, фізичні або моральні страждання, спроби поневолити саму душу; все, що ображає людську гідність, як нелюдські умови життя, беззаконне ув'язнення, заслання (депортація), рабство, проституція, торгівля жінками й підлітками; або ж ганебні умови праці, коли трудящих перетворюють в просте знаряддя наживи, нехтуючи їх вільною і відповідальною особистістю, - всі ці та їм подібні діяння воістину нечестиві. Вносячи тління в людську цивілізацію, вони одночасно ганьблять тих, хто до них вдається, в ще більшому ступені, ніж тих, хто їх зазнає, і наносять найбільшу кривду Творцеві». |

3. Іван Павло II порівнює Євангеліє життя, яке проповідується Церквою з сучасним суспільством, яке відкидає цілісність людського життя, яке живе «культурою смерті», яке відкидає слабких:
|  | (культура смерті) ... поширюється під дією потужних культурних, економічних і політичних тенденцій, що відображають певну концепцію суспільства, де найважливішим критерієм є успіх. Розглядаючи стан справ з цієї точки зору, можна, власне кажучи, назвати його війною сильних проти безсилих; життя, що вимагає якомога більше доброти, любові і турботи, оголошується непотрібним або розглядається як нестерпний тягар і врешті-решт так чи інакше відкидається. Той, хто своєю хворобою, інвалідністю або просто самим фактом свого існування загрожує добробуту або життєвим звичкам більш заможних, є ворогом, від якого треба захищатися або якого треба знищувати. Таким чином виникає "змова проти життя". Він не тільки втягує окремих людей в рамках їх особистих, сімейних та суспільних відносин, але йде набагато далі, знаходить глобальний розмах, розхитуючи та руйнуючи відносини між народами і державами». |

4. Євангеліє життя призначене всьому людському суспільству, котре повинно визнати права кожної людини на життя.
|  | Діяти на підтримку життя означає сприяти оновленню суспільства шляхом творення спільного блага. Бо не можна бачити загальне благо, якщо не визнавати і не охороняти право на життя, на яке спираються і з якого випливають всі інші невідривні права людини. Не може мати міцних основ суспільство, яке - навіть виступаючи за такі цінності, як гідність особистості, справедливість і мир, - різко суперечить самому собі, визнаючи і терплячи різноманітні форми приниження та знищення людського життя, особливо життя людей більш слабких, викинуть за рамки суспільства. Тільки повага до життя може становити фундамент і гарантію найголовніших, найнеобхідніших для суспільства цінностей, таких, як демократія і мир». |